# Jeanne de Rothschild
Jeanne Sophie Henriette de Rothschild (* 1874 in Paris; † 1929 ebenda) war die Bauherrin des Chateau Montvillargenne durch den Architekten Léon-Maurice Chatenay, eines 120 Zimmer großen Schlosses mit sechs Hektar Parkgelände in den Wäldern von Chantilly in Frankreich.

## Familie
Eltern

Ihr Vater war James Edouard (Nathan) de Rothschild (1844–1881), der einzige Sohn des in London geborenen Nathaniel de Rothschild (1812–1870), der zu seinem Schwiegervater nach Paris ging. Er erbte das am 11. Mai 1853 das noch von Vater Nathaniel de Rothschild für 1.124.000 Francs erworbenes 35 Hektar großes Gut Château Mouton-Rothschild. Er ließ schließlich ein Verwaltungs- und Wohngebäude errichten, das aufgrund seines frühen Todes im Jahr 1881 erst durch seine Witwe, Thérèse vollendet wurde.
Ihre in Frankfurt am Main geborene Mutter Thérèse Laure de Rothschild (1847–1931) war eine der sieben Töchter ihres Frankfurter Großvaters Mayer Carl von Rothschild und ihrer Großmutter Louise von Rothschild, der jüngsten Tochter von Nathan Mayer Rothschild. Nathan Mayer Rothschild (London) zählte gemeinsam mit seinem jüngsten Bruder James de Rothschild (Paris) zu den führenden Köpfen des Hauses Rothschild. Ihr Vater Nathan Mayer hatte durch Finanzdienstleistungen für die britische Regierung und den hessischen Kurfürst Wilhelm I. wesentlich zum Aufstieg des Bankhauses beigetragen. Sie war im Sinne der Aufklärung erzogen und galt aus sehr gut ausgebildet.
Aus der Ehe von James Edouard de Rothschild und seiner Frau gingen zwei Kinder hervor: Jeanne Sophie Henriette de Rothschild und Henri James Charles Nataniel de Rothschild.
Bruder

Ihr Bruder Henri James Charles Nataniel de Rothschild (1872–1947) studierte Medizin und wurde Arzt, ohne als solcher zu praktizieren. Seine Vorliebe galt der Kunst. Unter den Pseudonymen André Pascal und Charles Des Fontaines veröffentlichte er diverse Theaterstücke. Er leitete das kleine Theater Antoine in Paris und errichtete das Theater Pigalle. Ohne große Leidenschaft übernahm er auch die Leitung des Weingutes, was Misswirtschaft des Gutes mit sich brachte. Sein jüngster Sohn Philippe de Rothschild (1902–1988) verbrachte während des Ersten Weltkriegs viel Zeit in Pauillac und fand Gefallen am Weinbau. Als er seinem Vater von der Misswirtschaft auf dem Gut berichtete, wurde ihm im Jahr 1922 die Leitung des Gutes übertragen. Sein älterer Sohn James Nathaniel Charles Leopold Henry de Rothschild (1896–1984) war zeitweise Bürgermeister von Compiègne.
Ehe

Jeanne Sophie Henriette de Rothschild heiratete keinen Rothschild, sondern 1896 als 22-Jährige Baron David Leonino (1867–1911) aus England.
Sie hatte eine enge Bindung an ihre in Frankfurt am Main geborene Mutter und wollte unbedingt in der Nähe des Château des Fontaines, in Gouvieux bei Chantilly, einer französischen Gemeinde mit 9540 Einwohnern (Stand 1. Januar 2008) im Departement Oise, Region Picardie wohnen. Das Château des Fontaines in Gouvieux war ein Anwesen der Familie Rothschild, das später eine Bildungsstätte der Jesuiten war und heute als Seminarzentrum dient. Die historische Kapelle des Anwesens wurde von Albert Gleizes gestaltet.

## Lebenswerk
Um 1900 verwirklichte sie sich ihren persönlichen Wunsch und ließ im Wald von Chantilly ein großes Schloss bauen. Sie beauftragte hierfür den Stararchitekten Léon-Maurice Chatenay, Absolvent der École nationale supérieure des beaux-arts de Paris. Er war u. a. auch von 1902 bis 1905 verantwortlich für den Bau der „Fondation ophtalmologique Adolphe de Rothschild“ im 19. Arrondissement von Paris. Mit dem Chateau de Montvillargenne konstruierte Léon-Maurice Chatenay ein 120 Zimmer großes Schloss, das regionale und ausländische Stile auffällig kombinierte. So sieht man normannisches Fachwerk, Württemberger Dächer, englische Fenster und Balkone nach Art der Region von Béarn.
1929, nach dem Tode der Erbauerin, hatte das Chateau Zeitlang keine Funktion. Während des Zweiten Weltkriegs wurde es durch deutsche Truppen besetzt. Die Alliierten zerstörten den Westflügel des Schlosses durch Bombenabwurf. Nach dem Krieg wurde es dem katholischen Schwesternorden vom Heiligen Herzen Jesu (Sacre Coeur) überlassen, die es wieder aufbauten und dort ein Nonnenkloster mit angeschlossenem Mädcheninternat eröffneten, das 1969 geschlossen wurde. Danach wurde hier eine Hotelschule betrieben und ab 1983 als Hotel eröffnet. 2003 wurde das Interior komplett erneuert und das Haus als 4-Sterne-Hotel klassifiziert.